# Troglohyphantes gregori
Troglohyphantes gregori je druh pavouka z čeledi plachetnatkovití. Patří do rodu Troglohyphantes. Jde o endemit Česka, vyskytuje se v Mohelenské hadcové stepi u Mohelna. Poprvé ho popsal František Miller v roce 1947. Nemá žádné poddruhy.